# Абесалом і Етері (опера)
«Абесало́м і Ете́рі» (груз. აბესალომ და ეთერი) — опера Захарія Паліашвілі в чотирьох діях (п'яти картинах) за лібрето Петре Міріанашвілі, романтична легенда про кохання, що перемагає смерть. У творі використано вірші Шоти Руставелі та Іллі Чавчавадзе. У 2004 році кілька уривків з опери були адаптовані у сучасний гімн Грузії.

## Історія
Ідею про створення опери подав Захарію Паліашвілі композитор Петре Міріанашвілі, відомий знавець поетичного фольклору Грузії. Автор творив її упродовж 1910—1918 років, використовуючи мотиви середньовічного грузинського народного епосу «Етеріані».
Перша постановка відбулася під керівництвом автора 21 лютого 1919 року в Тбіліському театрі опери (диригент — Іван Паліашвілі, режисер — Олександр Цуцунава; актори: Абесалом — Борис Залипський, Етері — Ольга Бахуташвілі-Шульгіна, Мурман — Олександр Інашвілі, Абіо — Георгій Курхулі, Тандарух — Чумбурідзе).
Нові сценічні редакції:
- у 1924 році — постановка Костянтина Марджанішвілі;
- у 1930 році — постановка Акакія Пагави;
- у 1936 році — постановка Олександра Цуцунави;
- у 1937 році — постановка Шоти Агсабадзе;
- у 1942 році — постановка Михайла Кваліашвілі;
- у 1947 році — постановка Шоти Агсабадзе;
- у 1953 році — постановка Йосипа Туманішілі.

У 1931 році українською мовою поставлена у Харківському театрі опери та балету (режисер Акакій Пагава). Переклав лібрето Борис Тен.
У 1937 році показана на декаді грузинського мистецтва у Москві (Етері — Катерина Сохадзе, Абесалом — Давид Андгуладзе, Мурман — Петро Аміранашвілі, Абіо — Григорій Григорашвілі, Тандарух — Кашелі, Натела — Надія Цомая, Мариха — Надія Харадзе; диригент — Євген Мікеладзе, художник — Іраклій Гамрекелі).
19 червня 1939 року поставлена у Большому театрі у Москві (Етері — Олена Круглікова, Абесалом — Никандр Ханаєв, Натела — Валентина Шевченко, Мурман — Петро Селіванов, Тандарух — Залезинський; диригент — Олександр Мелік-Пашаєв, режисер — Рубен Симонов, художник — Вадим Риндін, балетмейстер — Давид Джаврішвілі).
1941 року у Тбілісі, Державним видавництвом Грузинської РСР, виданий клавір з російським перекладом Рюрика Івнєва, Олександра Канчелі та Михайла Кваліашвілі.
У 1971 році новаторська постановка опери була здійснена диригентом Стефаном Турчаком, режисером Дмитром Смоличем та художником-постановником Федором Ніродом у Київському театрі опери та балету імені Тараса Шевченка. Постановники та виконавці головних партій Гізела Ципола (Етері), Ярослав Головчук (Абесалом), Дмитро Гнатюк та Анатолій Мокренко (Мурман) у 1973 році були нагороджені Державною премією Грузинської РСР імені Захарія Паліашвілі.
Опера і нині (2024 рік) у репертуарі Грузинського театру опери і балету.

## Дійові особи[8]
- Абіо, цар Карталінії (бас);
- Абесалом, спадкоємець царя (тенор);
- Натела, цариця, мати Абесалома (мецо-сопрано);
- Мариха, сестра Абесадома (сопрано);
- Етері, сирота (сопрано);
- Мачуха Етері (мецо-сопрано);
- Мурман, візир Абесалома (баритон);
- Наана, мати Мурмана (мецо-сопрано);
- Тандарух, воєначальник (тенор);
- Гість, перший заспівувач (тенор);
- Придворний (бас).

Крім того: дев'ять братів і сестер Мурмана, придворні воїни, танцюристи і танцюристки, співаки, музиканти, слуги.

## Сюжет
Дії твору проходять у Стародавній Грузії.

### Перша дія
Перша дія складається з двох картин:
- У першій картині перед глядачами відкривається гірська місцевість, струмок, на березі якого працює Етері — бідна сільська дівчина, сирота. Мачуха грубо зневажає її, примушує виконувати непосильну роботу, дорікає за красу. Втомлена працею, вона засипає. До струмка підходить царевич Абесалом та його візир Мурман, що займались полюванням, і зупиняються, вражені красотою сплячої дівчини. Обидва закохуються в неї. Після пробудження, Етері збентежена. Абесалом пропонує їй дорогі подарунки, клянеться у вічному коханні, проте дівчина не довіряє йому. У цей час жорстокі ревнощі мучать Мурмана, оскільки йому недосяжна дівчина, що приглянулась також і царевичу. Він приховує свої почуття.
- У другій картині перед глядачами і слухачами постає хатина мачухи Етері. Мачуха знову зустрічає Етері докорами та лайкою. Полегшення бідній дівчині приносить раптовий візит принца, який прагне забрати Етері до замку і зробити своєю дружиною. Дівчина клянеться Абесалому бути вірною дружиною. Відчай і злоба душать Мурмана. Візир вирішує добитися кохання Етері, хоча б це коштувало йому життя.

Музика
Дія відкривається мужнім і суворим хором мисливців «Автанділ — мисливець сміливий». Арія Етері «Я з мачухою злою» — схожа на просту сумну народну пісню. Багатий світ емоцій втілений у дуеті Абесалома та Етері; схвильована мелодика передає повноту та силу почуттів героїв; у любовний дует вдираються владні та суворі репліки Мурмана. Ліричні настрої другої картини відтіняє симфонічний епізод кінського бігу. Дует Абесалома та Етері звучить захоплено та піднесено. Похмура рішучість і вогненна пристрасть чуються в арії Мурмана «Гасне в небі навіть Сонце».

### Друга дія
Друга дія починається у розкішному палаці царя Абіо зі сцени урочистої церемонії весілля Абесалома та Етері. Багато прикрашений зал. Батьки Абесалома — цар Абіо і цариця Натела — сидять на тронах. На честь царя та цариці звучить гімн-хор придворних, друзів. Під звуки труб і брязкіт дзвонів з'являються молоді, яких гаряче вітають присутні. Цар благословляє молодих. Гості, сівши за стіл, вибирають розпорядника бенкету — тамаду. Мурман вручає нареченій весільний подарунок — дороге намисто. Отруєне, воно позбавить дівчину здоров'я та краси. Похитнулася Етері, трохи доторкнувшись до підступного дару Мурмана. Марно намагається сестра Абесалома — Мариха відновити веселощі. У розпалі бенкету та весільних танців отруєна Етері у знемозі падає без почуттів на руки Абесалома.
Музика
Друга дія відтворює стародавній обряд вінчання. Музика його пронизана ритмами ходи, маршу, танців. Велике місце тут займають заздоровні, величні та застільні хорові пісні. Сцена весілля відкривається монументальним хором «Слави, владико». Урочистий марш сповіщає про появу наречених. За ним слідує хор «Аралалі», витриманий у характері давніх обрядових пісень. Тонким ліризмом відзначено канцонету Марихи «Ти — любов моєї душі». Завершують дію танці: лекурі — рухливий та темпераментний, мірзая — повільний та граціозний.

### Третя дія
Вбитий горем, Абесалом не може примиритися з думкою про втрату коханої. Вона тяжко хвора і ніхто не може вилікувати її. Здалеку чуються сумні голоси друзів Абесалома. Придворні жінки ведуть хвору, бліду, змучену Етері. Усі поділяють скорботу царевича, всім шкода прекрасну Етері. Ніхто не знає, як допомогти горю, що несподівано сталося. Вперед виступає підступний Мурман. Він обіцяє зцілити Етері. Нехай Абесалом відпустить її до нього — до його кришталевого замку, розташованого серед снігових гір. Мурман упевнений, що там йому вдасться повернути Етері здоров'я та красу. Абесалом повірив віроломному візирові. Поступившись порадам друзів, пригнічений горем царевич погодився відпустити Етері в кришталевий замок Мурмана.
Музика
У третій дії відбувається перелом у драматичному розвитку опери, що відтворює суворий траурний обряд. Дія складається з арії царевича та великого ансамблю з хором. Арія Абесалома «Щастя жадав я» сповнена глибокого страждання. Масова сцена починається жалобним хором «Сонце померкло»; його змінюють жалібні голосіння. Трагічний колорит зберігається і в секстеті, після якого звучить мелодія хору.

### Четверта дія
У кришталевому замку, серед снігових гір здоров'я, справді повертається до Етері. Тут усі з нею лагідні — Мурман любить її, але журба за Абесаломом гнітить Етері. Не може винести розлуки і царевич. Блідий, хворий від горя приходить до замку Мурмана, сподіваючись побачити кохану. Вона вірна йому, але не може змиритися з тим, що Абесалом сам відпустив її до Мурмана, добровільно віддав іншому.
Бажаючи віддалити Мурмана від Етері, Абесалом доручає йому вирушити у далекі краї по цілющу воду. Візир змушений підкоритися. Біля підніжжя гірського замку царевич чекає на Етері, але вона непохитна: Абесалом з власної волі віддав її Мурману, вона любить Абесалома, але до нього не повернеться. Ні гарячі благання царевича, ні сльози його матері — цариці Натели не можуть спонукати Етері вийти з замку до ложа Абесалома, що вмирає від кохання. І лише простодушній, веселій Марихі вдається схилити Етері наблизитися до Абесалома. Але він, знесилений, вже близький до смерті. Сповнені кохання останні слова Абесалома, звернені до Етері. Він гордий за неї, вірну йому до кінця: підступному Мурману так і не вдалося добитися кохання Етері.
Абесалом вмирає. Не в змозі пережити свого коханого, Етері заколюється кинджалом царевича і вмирає поруч з Абесаломом.
Музика
Четвертий акт насичений скорботною лірикою. Почуття сумуючої Етері виражені в арії «Абесалом, ти полюбив всією душею». Дует Абесалома та Мурмана «Ця ніч нехай буде довгою» передає душевний стан візира, що передчує свою загибель. Сумом забарвлений дует Натели та Етері. У наступних номерах — квартеті та ансамблі з хором — колорит музики поступово прояснюється (зустріч закоханих). У момент смерті Етері фарби знову темніють; мелодія кохання, що виникає в оркестрі, набуває трагічного звучання. Завершує оперу невеликий скорботний хор «Ці полум'яні душі тут лише зазнали горя».